# أحمد ابا حنيني
أحمد اباحنيني (1909 – 1971) كان سياسيًا مغربيًا في عهد الملك الحسن الثاني. شغل منصب الوزير الأول بين 13 نوفمبر 1963 و7 يونيو 1965. كما شغل منصب رئيس المحكمة العليا.

## وفاته
يوم 10 يوليو 1971، خلال احتفال بمناسبة عيد ميلاد الملك الحسن الثاني في قصر الصخيرات، قٌتل بحنيني خلال محاولة انقلاب عسكرية، عندما أطلق الجنود النار على حشد من المدعوين.

## روابط خارجية
- أحمد ابا حنيني على موقع مونزينجر (الألمانية)